# 失竊的一代

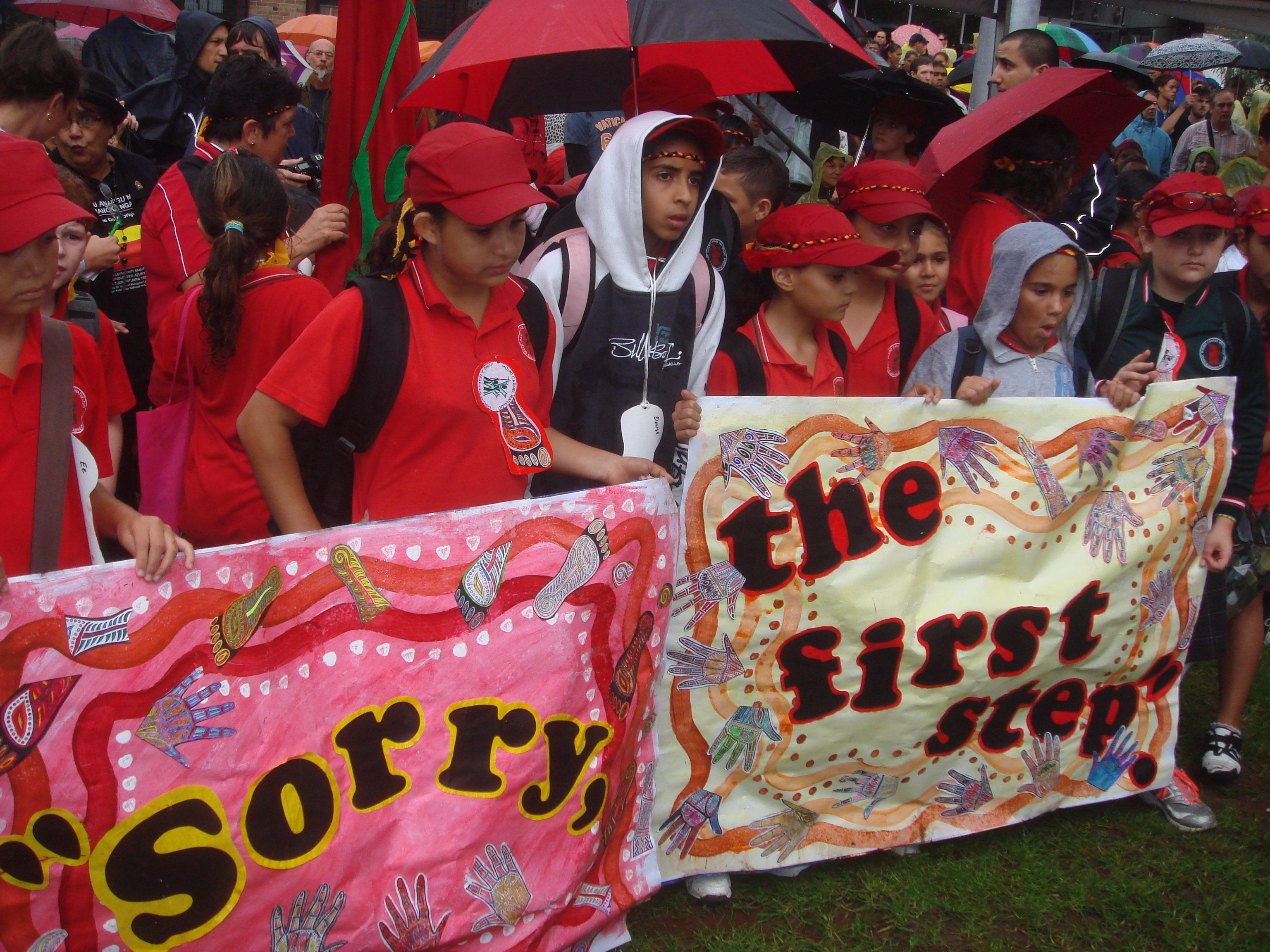
澳洲原住民在澳洲國會前等候時任澳洲總理陸克文的道歉聲明

失竊的一代（英語：或），也译作被偷走的一代，是澳大利亚政府从澳大利亚原住民和托雷斯海峡岛民处强行带走的儿童后裔。澳洲聯邦政府和州政府及教会根据各自议会法令，在名为“同化政策”名义下，实为种族歧视與文化消滅手段，从原住民和托雷斯海峡岛民家庭带走儿童，主要发生在1905至1967年，一些地方直到1970年代仍有混血儿童被带走。
澳大利亚的說法是當年政府認為澳大利亚原住民和托雷斯海峽島民「低賤無知」及「將會消失」，因此強行將10萬名澳洲原住民兒童永久性地帶往白人家庭或者政府機構照顧，以「白化」原居民，令澳洲原住民兒童與父母長期分離。加上當時多數白人家庭歧視澳洲原住民，往往虐打他們及迫使他們忘記其語言和文化。他們被逼學習白人的語言和生活方式，缺乏接受传统教育的機會，令大部份澳洲原住民在心理及生理上均受到傷害。

## 用詞
在1924年，《阿德萊德太陽報》的一篇文章指出，“偷”聽起來可能有點牽強，但这肯定是当时原住民母親告訴我們的故事。

## 政策
該政策最早被記錄在《維多利亞原住民保護法》。

## 確切數目
失竊的一代的確切數目是未知的，範圍有很大爭議。報告《帶他們回家》指出至少有10萬兒童從他們的父母手上被搶奪，但這個數字是1994年原住民人口的三分之一，但是，該報告指出，維多利亞原住民保護法是在兒童上實行的。澳大利亞歷史學家羅伯特·曼尼認為有20000到25000兒童被搶奪。

## 承認與道歉
1997年，首次有澳洲國會議員要求時任澳洲總理約翰·霍華德道歉。後者以「這是上一代政府的錯」為理由而拒絕道歉。2008年2月13日，時任總理陸克文在澳洲國會上正式三度向澳洲原住民表示歉意，承諾將會改善原住民的生活水準，包括減低幼兒夭折率、提高識字率及平均壽命等。

## 相關作品
- 《末路小狂花》（Rabbit-Proof Fence）
- 《母親和女兒》（Mother and daughter）
- 《澳大利亞》（Australia）